# Cantone 10
Il Cantone dell'Herceg-Bosnia ((HR)  Hercegbosanska županija; (BS)  Kanton 10; (SR)  Кантон 10) è uno dei dieci cantoni della Federazione di Bosnia ed Erzegovina. La sede amministrativa è a Livno, mentre l'assemblea legislativa è a Tomislavgrad. Il Presidente del cantone è Draško Dalić (HDZ BiH). Il cantone comprende la parte più occidentale del Paese, sul confine con la Croazia.

## Nomi e simboli
Il cantone non ha nomi e simboli riconosciuti. Vi si riferisce ufficialmente nella Federazione di Bosnia ed Erzegovina come Cantone 10 / Contea 10 ((BS) /(SR) Kanton 10/Кантон 10, (HR)  Županija 10). In croato viene usato il termine županija (contea), mentre in bosniaco e in serbo si usa il termine kanton/кантон.
Il governo locale vi si riferisce come Contea dell'Erzeg-Bosnia ((HR)  Hercegbosanska županija), nome che appare anche nello Statuto locale. Tale nome è stato dichiarato incostituzionale dalla Corte Costituzionale della Federazione di Bosnia ed Erzegovina, poiché contiene elementi del nome del paese a cui qualunque altro cantone potrebbe far riferimento. Altri nomi usati a livello statale includono Cantone/Contea dell'Erzegovina Settentrionale ((BS) /(SR)  Sjevernohercegovački kanton, (HR)  Sjevernohercegovačka županija) e Cantone di Livno ((BS) /(SR) Livanjski kanton).
La bandiera e lo stemma del cantone erano gli stessi dell'autoproclamata Repubblica Croata dell'Erzeg-Bosnia ((HR)  Hrvatska Republika Herceg-Bosna) del tempo della guerra in Bosnia - usati anche dal vicino Cantone dell'Erzegovina Occidentale. Tali simboli sono stati dichiarati incostituzionali dalla Corte Costituzionale della Federazione di Bosnia ed Erzegovina, poiché "rappresentano un solo gruppo", quello dei croato-bosniaci, escludendo serbo-bosniaci e bosgnacchi. Ciononostante, il governo locale continua ad usare tali simboli. A seguito della controversia, anche la polizia locale non ha simboli ufficiali.

## Geografia antropica

### Suddivisioni amministrative

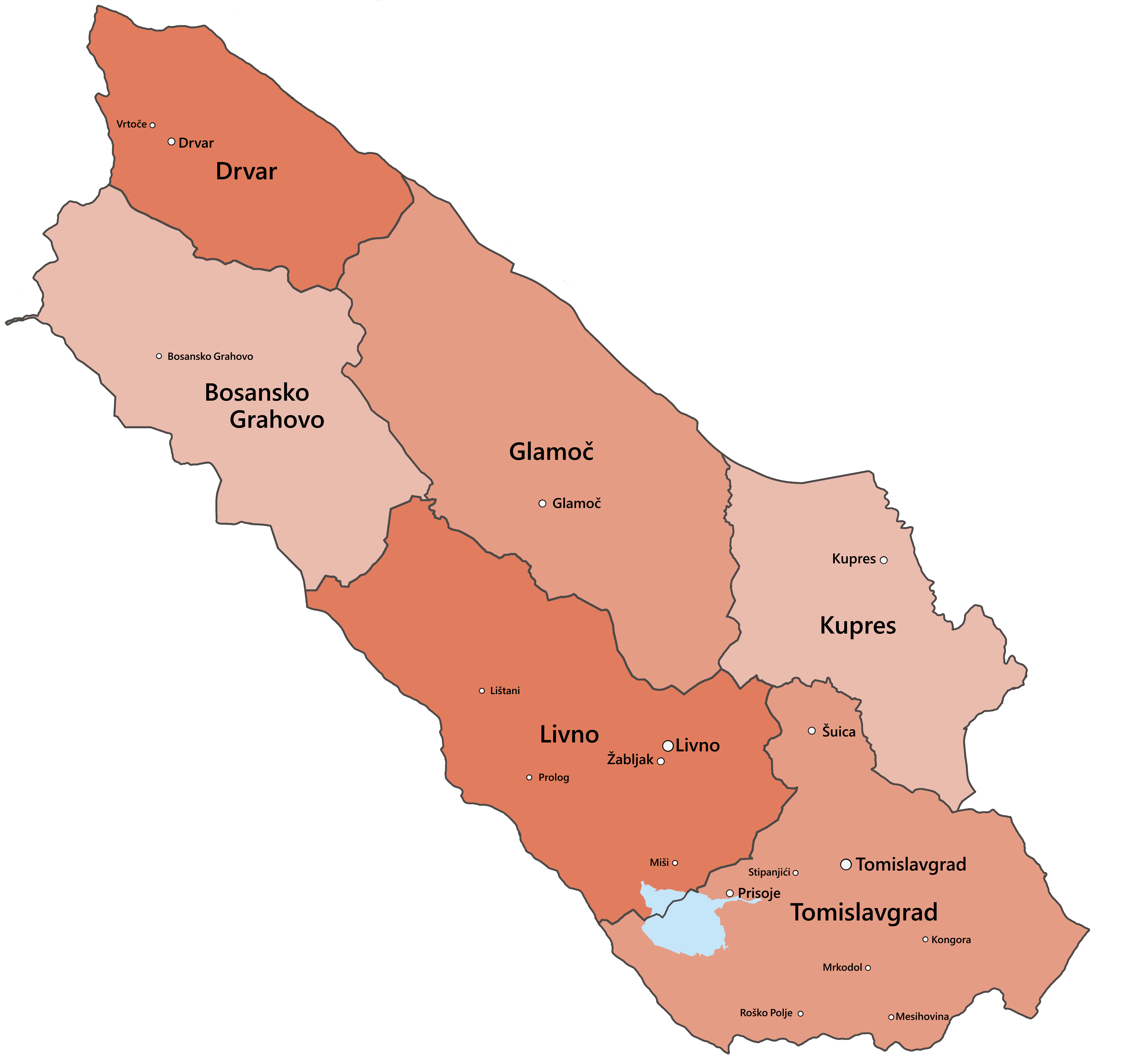
Municipalità del Cantone 10

Il Cantone 10 include sei municipalità: Drvar, Bosansko Grahovo, Glamoč, Kupres, Livno e Tomislavgrad.
| Stemma | Municipalità     | Popolazione | Area (km²) |
| ------ | ---------------- | ----------- | ---------- |
|        | Bosansko Grahovo | 3,091       | 780.0      |
|        | Drvar            | 7,506       | 1030.0     |
|        | Glamoč           | 4,038       | 1033.6     |
|        | Kupres           | 5,573       | 569.8      |
|        | Livno            | 37,487      | 994.0      |
|        | Tomislavgrad     | 33,032      | 967.4      |

## Amministrazione
Il cantone è governato dal Governo del Cantone 10 ((HR) Vlada Hercegbosanske županije(BS) /(SR)  Vlada Kantona 10/Влада Кантона 10). L'attuale governo è una coalizione bipartitica guidata dall'Unione Democratica Croata di Bosnia ed Erzegovina (HDZ BiH).

### Assemblea cantonale

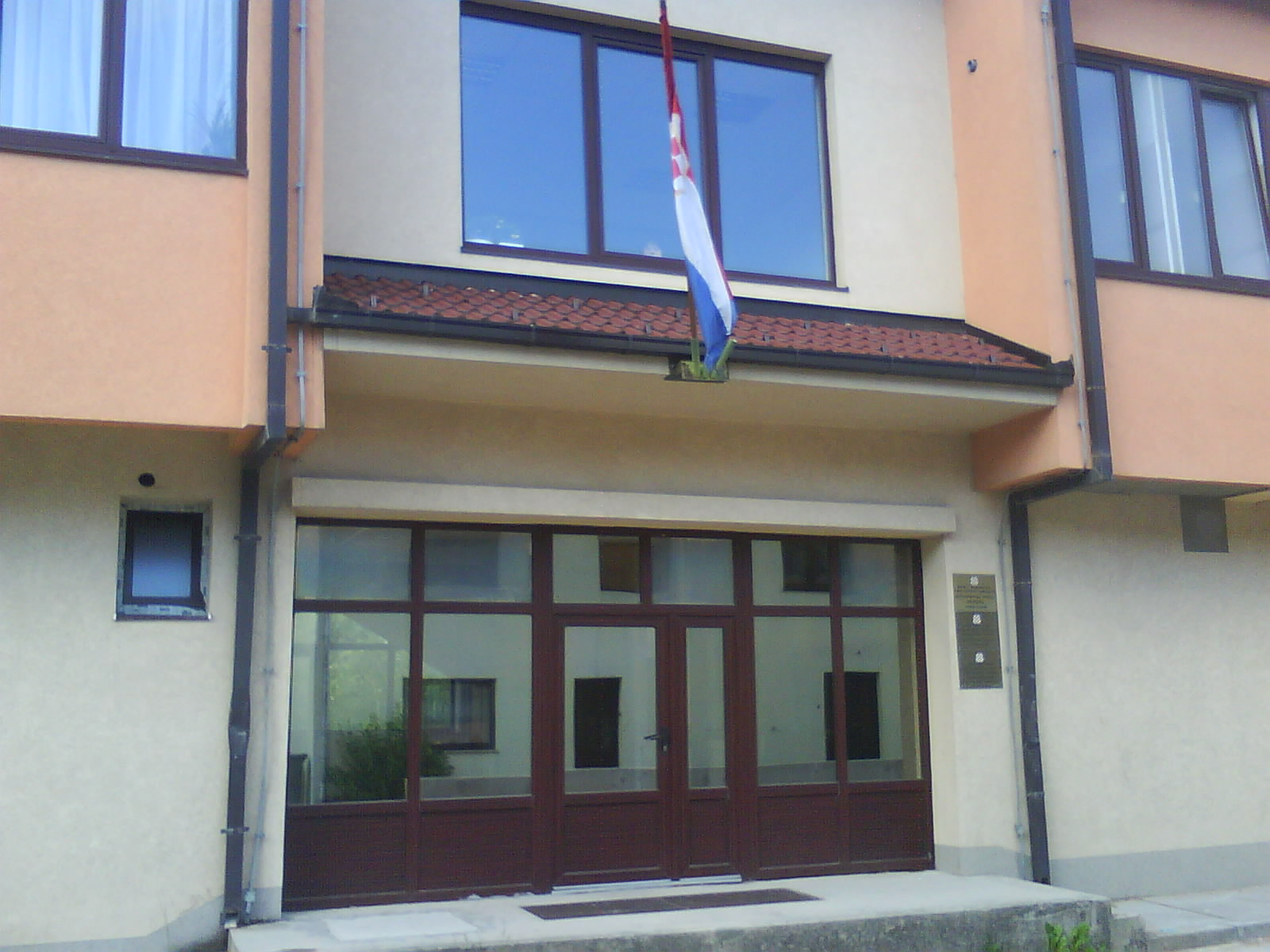
Ingresso dell'Assemblea cantonale a Tomislavgrad

L'Assemblea Cantonale ((HR) Županijska skupština, (BS) /(SR)  Kantonalna skupština/Кантонална скупштина) è il parlamento del Cantone 10. Include 25 rappresentanti eletti in maniera proporzionale per un mandato di quattro anni.
| Partito politico                                                     | Membri dell'assemblea | Membri dell'assemblea | Membri dell'assemblea | Membri dell'assemblea | Membri dell'assemblea |
| Partito politico                                                     | 2002                  | 2006                  | 2010                  | 2014                  | attuale               |
| -------------------------------------------------------------------- | --------------------- | --------------------- | --------------------- | --------------------- | --------------------- |
| Unione Democratica Croata di Bosnia ed Erzegovina (HDZ)              | 13                    | 5                     | 9                     | 9                     |                       |
| Alleanza dei Socialdemocratici Indipendenti (SNSD)                   | 3                     | 5                     | 3                     | 3                     |                       |
| Unione Democratica Croata 1990 (HDZ 1990)                            | -                     | 6                     | 4                     | 4                     |                       |
| Lista Indipendente Croata (HNL)                                      | -                     | -                     | -                     | 2                     |                       |
| Partito Popolare del Lavoro per il Progresso (NSRzB)                 | 2                     | 1                     | 3                     | 2                     |                       |
| Partito d'Azione Democratica (SDA)                                   | 2                     | 2                     | 2                     | 2                     |                       |
| Partito Croato dei Diritti di Bosnia ed Erzegovina (HSP BiH)         | 1                     | 4                     | 3                     | 1                     |                       |
| Alleanza Popolare Croata di Bosnia ed Erzegovina (HSS Stjepan Radić) | -                     | -                     | -                     | 1                     |                       |
| Partito Socialdemocratico di Bosnia ed Erzegovina (SDP BiH)          | 1                     | 1                     | 1                     | 1                     |                       |
| indipendenti                                                         | -                     | -                     | -                     | -                     |                       |
| Fonti:                                                               |                       |                       |                       |                       |                       |

## Società

### Evoluzione demografica

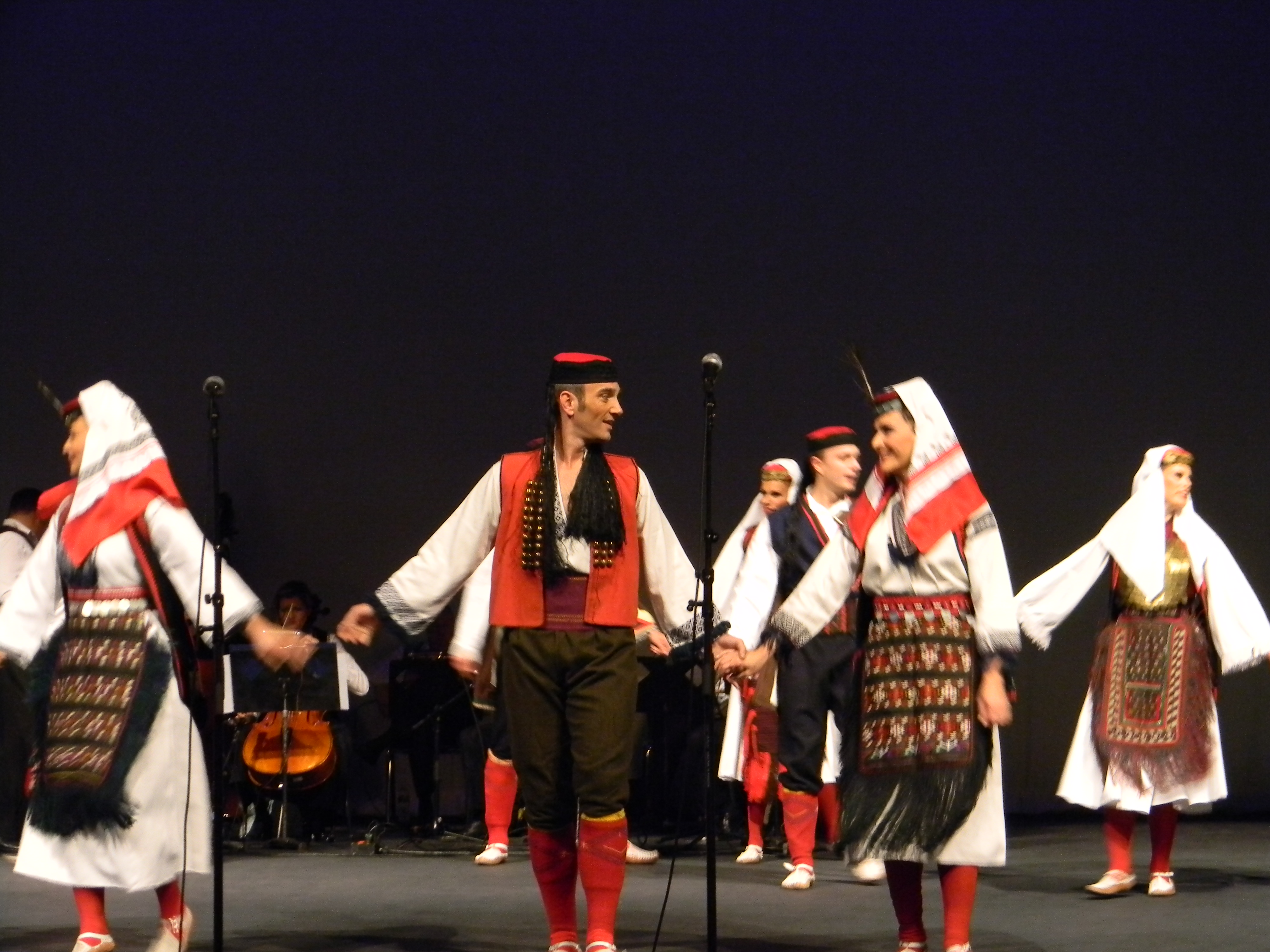
Il gruppo di danza nazionale folk serba Kolo di Glamoč

Secondo il censimento del 1991, il territorio del cantone era abitato da 115.726 persone, di cui 54,5% croato-bosniaci, 32% serbo-bosniaci e 11% bosgnacchi. Oggi la popolazione è inferiore a 80.000 persone La guerra ha causato vasti movimenti di popolazione, e l'attuale composizione etnica del cantone non è conosciuta in dettaglio, benché sia a grande maggioranza croata. Il Cantone 10 ha la maggior popolazione di serbo-bosniaci della Federazione di Bosnia ed Erzegovina, benché in declino (circa l'11%, per lo più concentrati nelle municipalità di Drvar, Bosansko Grahovo e Glamoč).

## Economia
Il cantone ha significative risorse naturali, con ampie riserve di carbone e legname, così come fonti di energia idroelettrica e mulini a vento. Per insufficienza di ricavi rispetto alle spese, è stata proposta l'unificazione al vicino Cantone dell'Erzegovina Occidentale.